# Geluveld

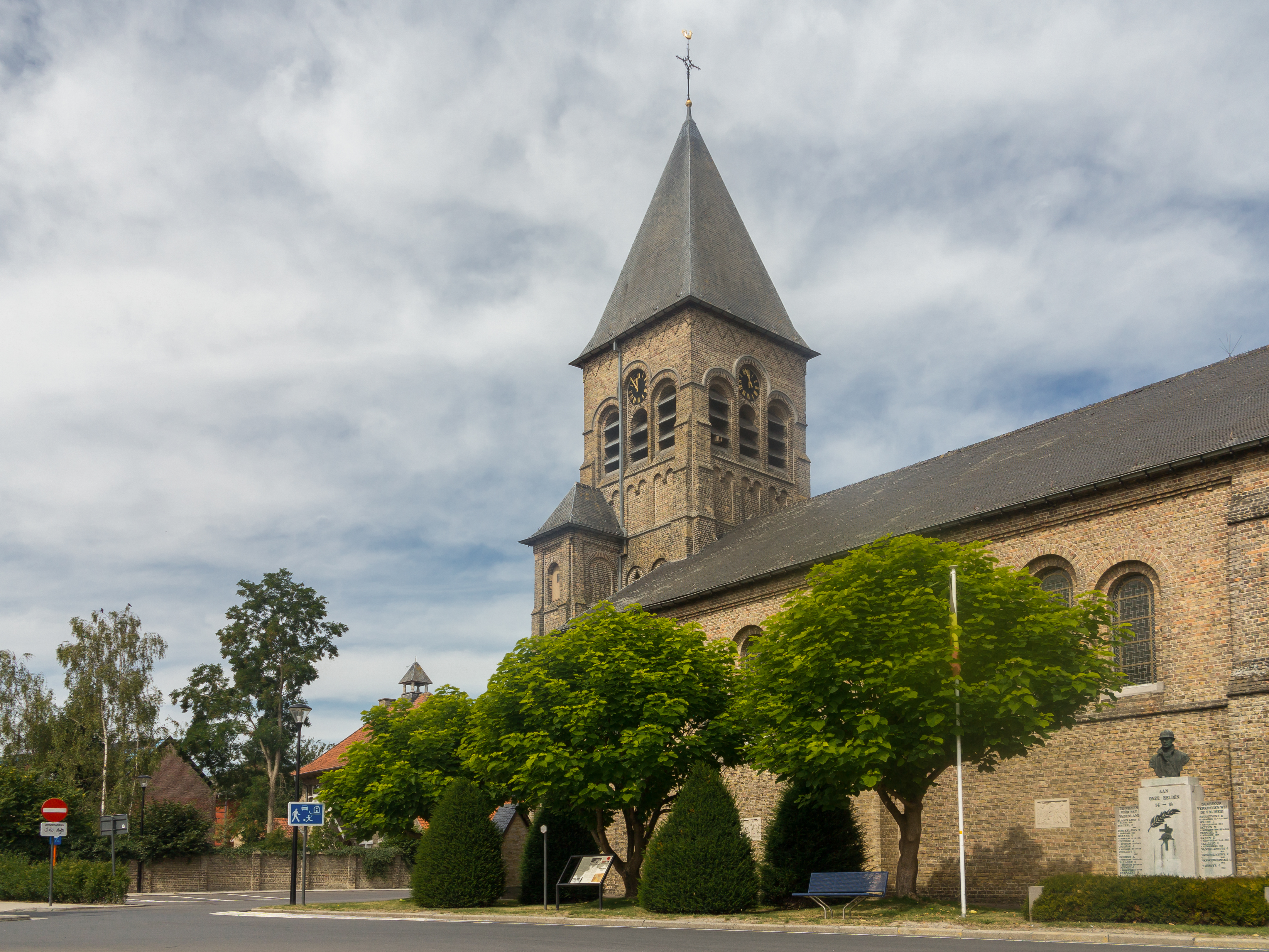
L'église paroissiale Sint-Margaretha

Geluveld (Gheluvelt) est une section de la commune belge de Zonnebeke située en Région flamande dans la province de Flandre-Occidentale. C'était une commune à part entière avant la fusion des communes de 1977. Lors d`une précédente fusion en 1971 Geluveld avait intégré elle même la commune de Zandvoorde.

## Démographie

### Évolution démographique avant la fusion de 1971
- Sources : INS, Rem. : 1831 jusqu'en 1961 = recensements[2].

### Évolution démographique de la commune fusionnée (1971-1976)
- Sources : INS, Rem. : 1831 jusqu'en 1961 = recensements[2].

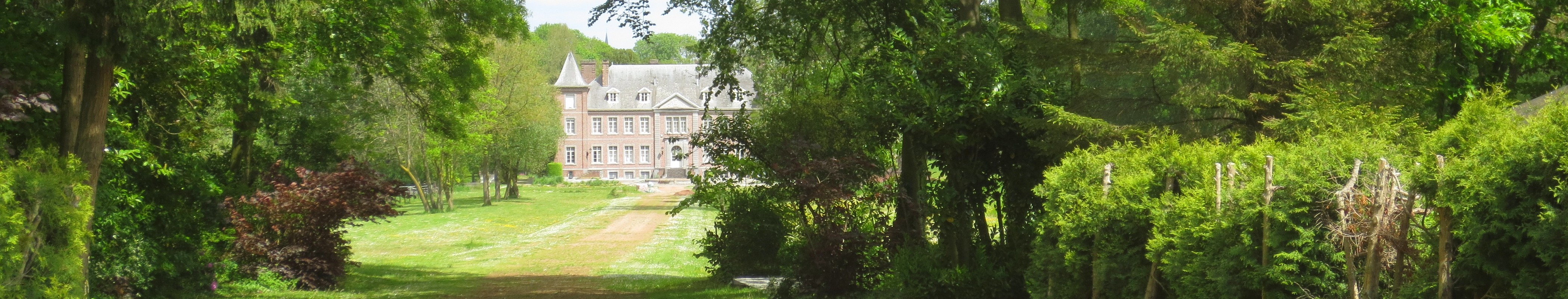
Geluveld